# Chico & Rita
Chico e Rita (Chico & Rita) é um filme espanhol de longa-metragem animado com idiomas Espanhol e Inglês, dirigido por Fernando Trueba e Javier Mariscal. A história de Chico e Rita se passa em Havana, Nova York,Hollywood, Paris e Las Vegas

## Sinopse
Cuba. 1948. Chico é um pianista com a esperança no seu sonho. Rita é uma cantora com uma voz maravilhosa. A Música e o Sonho os une de uma forma rítmica e romântica numa carreira extraordinária pelo mundo. O filme se passa em Havana, Nova York, Hollywood,Las Vegas e Paris seguindo o romance de Chico & Rita

## Prêmios e Indicações
| Ano  | Premiação | Categoria                | Resultado |
| ---- | --------- | ------------------------ | --------- |
| 2012 | Óscar     | Melhor Filme de Animação | Indicado  |
| 2011 | Goya      | Melhor Filme Animado     | Venceu    |